# پائولو د ویتا
پائولو دِ ویتا (ایتالیایی: Paolo De Vita؛ زادهٔ ۲۹ ژوئن ۱۹۵۷) بازیگر اهل ایتالیا است.
از فیلم‌ها و مجموعه‌های تلویزیونی‌ای که وی در آن نقش داشته‌است، می‌توان به پدر ماتئو، اتاق پسر، بهترین دوران جوانی، قرعه‌کشی، یادداشت‌های عشق، بر جدید، چه روز زیبایی، گمنام، تقدیم به رم با عشق و ازدواج‌ها اشاره کرد.